# Тео Джогаш
Тео Джогаш (19 лютого 1977) — хорватський ватерполіст.
Учасник Олімпійських Ігор 2008 року.
Чемпіон світу з водних видів спорту 2007 року.